# Willibert Pauels

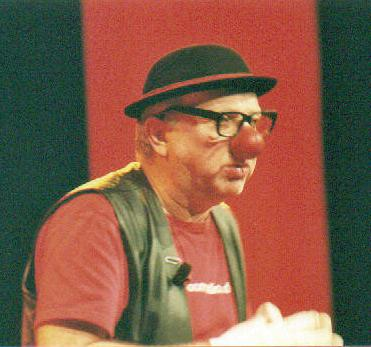
Willibert Pauels als „Ne Bergische Jung“ im Dezember 2006

Willibert Pauels (* 19. November 1954 in Wipperfürth) ist ein Büttenredner im Kölner Karneval („Ne Bergische Jung“), Sänger, Gitarrist und römisch-katholischer Diakon.

## Biografie
Pauels wuchs mit drei Schwestern in einer katholischen Familie in Wipperfürth auf, sein Vater war Volksschullehrer.
Nach dem Abitur 1973 am Engelbert-von-Berg-Gymnasium studierte Pauels Katholische Theologie in Bonn und Münster, zunächst mit dem Ziel, Priester zu werden. Er arbeitete in einem Sägewerk, im Collegium Marianum, absolvierte in dieser Zeit eine Ausbildung zum Freizeitpädagogen und wurde nach der entsprechenden Vorbereitung 1993 zum katholischen Diakon geweiht. Bis November 2006 war er als solcher in verschiedenen Pfarrgemeinden hauptamtlich tätig. Der Kirche St. Clemens in Wipperfeld stiftete er 2006 zwei Bruderschaftsstäbe.
Pauels ist darüber hinaus als Kabarettist bei domradio.de mit einer eigenen Sendung, dem „Wort zum Samstag“, zu hören.

## Privates
Im privaten Umfeld, beispielsweise in der Schule und im Freundeskreis, fiel er früh durch seine humoristische, parodistische und schauspielerische Begabung auf. 1975 trat er erstmals auf einer Karnevalssitzung (Kajuja) seiner Heimatstadt auf, in den folgenden Jahren dann regelmäßig im regionalen Karneval. Dieter Steudter (Die 3 Colonias) entdeckte ihn 1995 für den Kölner Karneval; 1996 stand er dort erstmals in der Bütt und wurde bald zu einem der bekannteren kölschen Karnevalisten. Er schreibt als Kolumnist seit 2009 regelmäßig für den Bergischen Boten und zeitweise für den Kölner Express. Er ist regelmäßig im Kölner Domradio mit dem „Wort zum Samstag“ zu hören und übernimmt auch bisweilen Kurzbeiträge im WDR-Radio. Pauels lebt mit Frau und Tochter in Wipperfürth-Hamböcken.
Am 22. Februar 2013 eröffnete Pauels in der WDR-Fernsehsendung Kölner Treff bei Bettina Böttinger, dass er seit Jahren unter Depressionen leidet. Er hat dies laut eigenen Angaben durch ärztliche Hilfe mit Medikamenten und nach Behandlung in einer Klinik unter Kontrolle. 2015 veröffentlichte er darüber das Buch Wenn dir das Lachen vergeht. Wie ich meine Depression überwunden habe (Gütersloher Verlagshaus).

## Diskografie
- 2005: Halb Sultan, halb Papst
- 2006: Bei uns kütt noch alles wie et kütt
- 2007: Es dat nit herrlich!?
- 2007: Die Kölsche Bibel
- 2008: Der fromme Jeck
- 2023: Decke Pitter – Du Kölsches Klangjewitter (Jubiläumssong zum 100. Geburtstag der Petersglocke im Kölner Dom / Pavement Records)

## Filmdokumentation
- 2008: Der fromme Jeck – Willibert Pauels „Ne Bergische Jung“ – ein katholischer Diakon und Büttenclown (WDR – Regie: Gisbert Baltes)
- 2010: Der fromme Jeck II – Mit Willibert Pauels durchs Heilige Land – Ne bergische Jung im Heiligen Land… (WDR – Regie: Gisbert Baltes)

## Auszeichnungen
- 2008 Kleinkunstpreis Morenhovener Lupe
- 2009 Rheinlandtaler des Landschaftsverbandes Rheinland
- 2015 Närrisches Steckenpferd der Prinzengarde der Stadt Krefeld 1914 e.V.[7][8]
- 2023 Bergischer Sprachpreis - "Die Eule" der Regionalgruppe        Bergisch-Land im Verein Deutsche Sprache e.V.